# Cantone di Conflans-en-Jarnisy
Il Cantone di Conflans-en-Jarnisy era una divisione amministrativa dell'arrondissement di Briey.
È stato soppresso a seguito della riforma complessiva dei cantoni del 2014, che è entrata in vigore con le elezioni dipartimentali del 2015.
Comprendeva i comuni di:
- Abbéville-lès-Conflans
- Affléville
- Allamont
- Béchamps
- Boncourt
- Brainville
- Bruville
- Conflans-en-Jarnisy
- Doncourt-lès-Conflans
- Fléville-Lixières
- Friauville
- Giraumont
- Gondrecourt-Aix
- Hannonville-Suzémont
- Jarny
- Jeandelize
- Labry
- Mouaville
- Norroy-le-Sec
- Olley
- Ozerailles
- Puxe
- Saint-Marcel
- Thumeréville
- Ville-sur-Yron